# BMW 507
BMW 507 — родстер, що випускався у ФРН концерном BMW з 1956 по 1959 рік. Автівка була представлена на Франкфуртському автосалоні у 1955 році.

## Історія створення

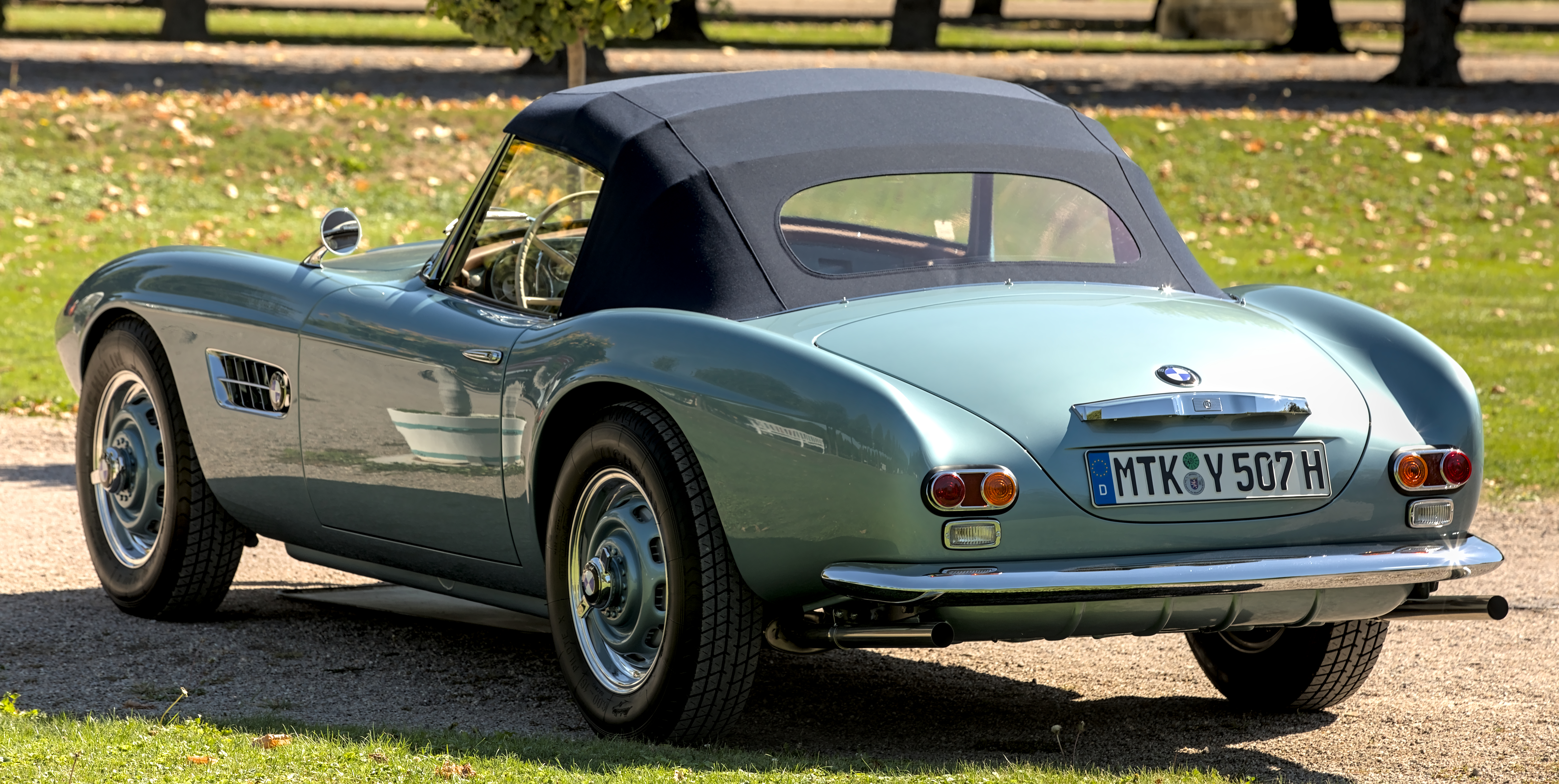
BMW 507

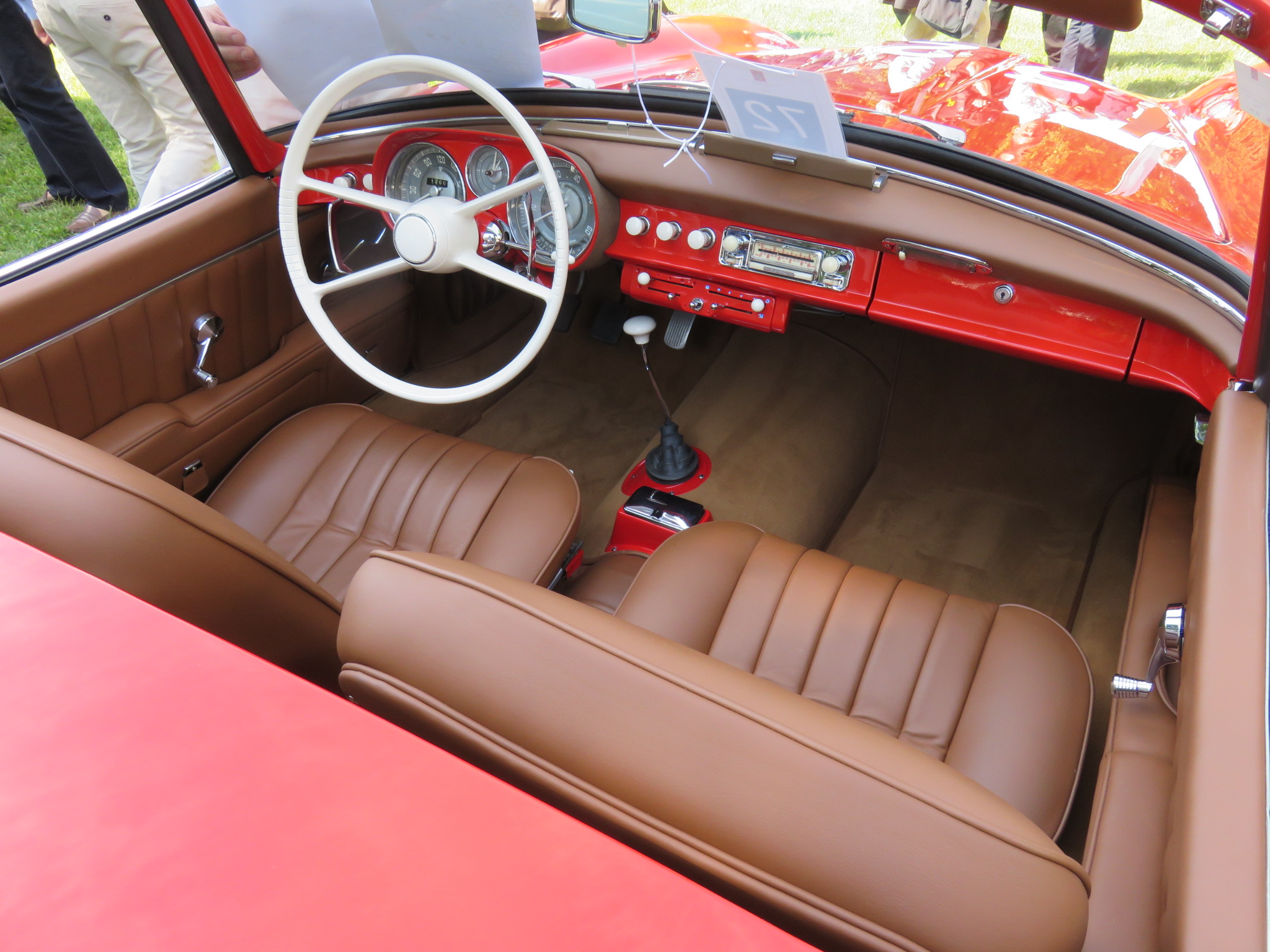

BMW 507 був задуманий у США автомобільним імпортером Максом Гоффманом, який у 1954 році переконав керівництво BMW зробити модель з кузовом родстер після моделей BMW 501 і 502. Автомобіль був відповіддю BMW головному конкурентові Mercedes-Benz з його моделлю 300SL. Створення автівки було довірено молодому дизайнеру Альбрехту Гьортцу.

## Двигун
Двигун 3.2 L M507/1 V8 об'ємом 3168 см³ був виконаний з алюмінію, також як і кузов. Завдяки двом карбюраторам Zenith 32NDIX і збільшеним до 7.8:1 ступенем стиснення потужність склала 150 к.с. Вперше для BMW спереду були встановлені дискові гальма.
Трансмісія 4-ступінчаста механічна, всі передачі синхронізовані. Зчеплення сухе однодискове.
Всього було випущено 252 автівки. Орієнтовна вартість машини 900.000 €.